# Fausto Delhuyar
Fausto Fermín de Elhuyar, Fausto Fermín Delhuyar o Fausto Fermín D'Elhuyar y De Lubice (Logroño, 11 de octubre de 1755 - Madrid, 6 de febrero de 1833) fue un químico e ingeniero de minas español, descubridor del wolframio junto a su hermano Juan José Elhuyar en 1783. También estuvo al cargo del Real Seminario de Minería de la Ciudad de México y fue responsable de la edificación del Palacio de Minería. Elhuyar abandonó Nueva España justo después de la independencia.

## Biografía

### Los D'Elhuyar en Logroño
Los Elhuyar Lubice eran una familia vascofrancesa que se afincó en Logroño. El padre, Juan d'Elhuyar Surret, nace en Hasparren, Labort, Francia (1718) y fue "cirujano latino". En 1752, ejerce su profesión en Bilbao y desde el 3 de febrero de 1753, en Logroño hasta su muerte. 
Tuvo tres hijos: Juan José (15 de junio de 1754), Fausto (11 de octubre de 1755) y María Lorenza (8 de agosto de 1757). Su primera esposa y madre de sus hijos, Úrsula de Lubice, muere en 1758 y Juan se casa en segundas nupcias en 1769 con su sirvienta, Dominique de Elizagaray.
Juan, aficionado a la química, completa su sueldo de cirujano con la destilación de "aguardientes de vino y no de heces" que distribuye en toda la zona norte de España. Fue el primero que destiló vinos en Logroño para la obtención de aguardiente: llegó a tener más de 20 alambiques destinados a la destilación en La Rioja. Muere el 16 de agosto de 1784 en Bayona, Francia.

### Formación académica
Fausto Elhuyar estudió medicina, cirugía y química, así como matemáticas, física e historia natural junto con su hermano Juan José en París entre 1773 y 1777. Enseñó en Vergara desde 1781 hasta 1785 como catedrático de Mineralogía y Metalurgia. Su trabajo se centró en dos áreas distintas: la enseñanza y las publicaciones y el trabajo en el Laboratorium Chemicum.
Enseñó mineralogía, ciencias subterráneas y metalúrgica, así como las materias complementarias de geometría subterránea, docimasia química y dibujo técnico y tecnológico. En el laboratorio, trabajó asociado a François Chavaneau, catedrático de Química en Vergara que consiguió la purificación y maleabilidad del platino, en solitario, y durante algunos meses, en el otoño de 1783, con su hermano Juan José, quien terminó en el aislamiento del wolframio o tungsteno.

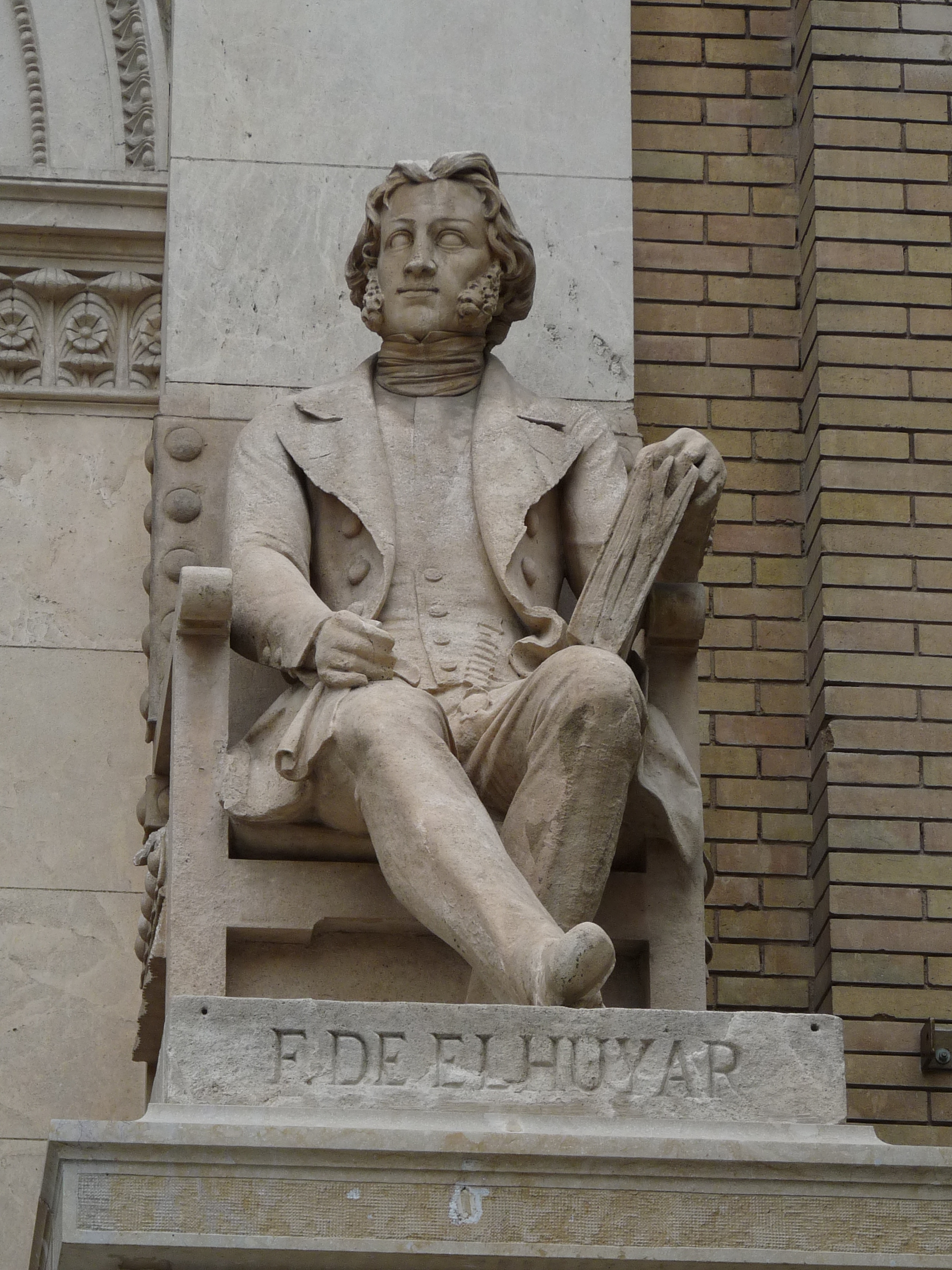
Estatua de Fausto Delhuyar en la entrada a la antigua Facultad de Medicina y Ciencias de Zaragoza.

Luego, de nuevo con su hermano, visitó varias universidades europeas, incluyendo la escuela de Minas en Freiberg donde asistió a lecciones de geometría subterránea y dibujo, a las de beneficio de minas, construcción de máquinas y metalurgia y la Universidad de Upsala en Suecia, donde estudió química superior con Torbern Olof Bergman durante seis meses. En Köping, visitó a Carl Wilhelm Scheele, quien anunció la posible existencia del metal descubierto por Elhuyar. En Viena, conoció al historiador Isidoro Bosarte, quien se hallaba allí como secretario del embajador Conde de Aguilar; este lo cita elogiosamente en la correspondencia que mantuvo con José de Viera y Clavijo.
En la primavera de 1783, se quedó sin la ayuda de pensionado. 

### Etapa minera
En septiembre de 1785, renunció a la cátedra y, en julio de 1786, fue nombrado director general de Minería de Nueva España. Antes de partir, recorrió Europa entre 1786 y 1788 para conocer el método de Born para el beneficiado de la plata y se casó en Viena, en 1787, con Juana Raab. Durante los treinta y tres años de estancia americana, se ocupó de la creación del Colegio de Minería (1 de enero de 1792), la construcción del Palacio de Minería (1813) y la dirección de los mismos, así como de visitar las Reales de Minas. En 1788, se le llamó como supervisor de la industria minera en Nueva España hasta la revolución, a comienzos del siglo XIX.
Tras la independencia de México, regresó a Madrid en 1821, donde actuó como director general de Minas a partir del 5 de agosto de 1822. El 14 de septiembre del mismo año, se le pide informe sobre las minas de Almadén, Guadalcanal y Riotinto, las cuales llegó a inspeccionar. También llegó a visitar las minas de Tharsis. Dos años después, el 6 de abril de 1824, es nombrado individuo de la Junta de Fomento de la riqueza del Reino, a la que se debe la Ley de Minería de 1825.
Murió en Madrid el 6 de febrero de 1833.

## Trabajos y publicaciones
Los trabajos de Fausto Elhuyar fueron numerosos (en forma de artículos, informes, cartas, etc.) e incluye temas sobre química, mineralogía y metalurgia. Escribió informes sobre la teoría de amalgamación —un proceso para extraer la plata de su mena—, escribió sobre la historia de las cecas de fabricación de monedas y fue autor sobre la historia de las minas de Nueva España y la explotación de las minas españolas. Entre sus obras publicadas se hallan:
- Análisis químico del wolfram, y examen de un nuevo metal, que entra en su composición, Extractos de las Juntas Generales celebradas por la Real Sociedad Bascongada de Amigos del País, 1783, pp. 46-88, escrito en colaboración con Juan José de Elhuyar.

- Théorie d'Amalgamation, Berbaunkunde 1, pp. 238-263, 1789.

- Indagaciones sobre la amonedacion en Nueva España: sistema observado desde su establecimiento, su actual estado y productos y auxilios que por este ramo pueden prometerse la minería para su restauración, presentadas en 10 de agosto de 1814 al Real Tribunal General de Minería de México, por su director Fausto de Elhuyar, Madrid: Imprenta de la calle de la Greda, 1818, 142 p.

- Memoria sobre el influjo de la minería en la agricultura, industria, población y civilización de la Nueva-España en sus diferentes épocas, con varias disertaciones relativas a puntos de economía pública conexos con el propio ramo, Madrid: Imprenta de Amarita, 1825, 154 p.

- Disertaciones metalúrgicas, Boletín del Instituto Geológico y Minero de España 45, pp. 439-572, 1941.